# 加藤敏明
加藤 敏明（かとう としあき、1965年 - ）は、日本の起業家。和食プロデューサー。加藤水産 代表取締役社長。

## 来歴
1965年北海道厚岸生まれ。1988年東京都立大学 (1949-2011)工学部建築工学科卒業。1990年同大学大学院修士課程修了。同年、TAK建築・都市計画研究所に勤務。一級建築士として美術館や劇場など公共施設の設計を手がける。水家業の蟹卸売業「加藤水産」のネット部門として、1998年に「北国からの贈り物」を立ち上げる。メールマガジン会員35万人、購入者のリピート率50％越えを達成し、楽天市場、ヤフーショッピングにて各賞を連続受賞。また全経済産業省推進事業IT経営百選「奨励賞企業」受賞。
2010年にシンガポールに会社を設立し北海道産品の海外輸出事業をスタート。2013年には40か国約8000名のメンバーによって構成されるEO（Entrepreneurs' Organization）の2013年2月のアジア経営者会議ABC（Asia Bridge Campus）を北海道に誘致。北海道の魅力をアジアへと届けるため、海外輸出事業を拡大するとともに鮨と蟹料理がメインの蟹鮨加藤を展開。海外の日本人起業家ネットワーク「一般社団法人WAOJE」（ワオージェ: World Association of Overseas Japanese Entrepreneurs）の理事を務める。著書に『Eコマース成功の条件』『TOP0.1%の条件 ECビジネス成功者たちの志力』など。